# Inversión (música)

## Inversión de intervalos
La inversión de intervalos es la acción de modificar un intervalo musical ya construido. Se realiza dejando una nota constante o tenida a, y subiendo o bajando una octava la otra nota. De este modo, el unísono pasa a ser octava. Esto da como resultado el cambio de un intervalo por otro. También se debe tener en cuenta que una tercera mayor puede convertirse en una sexta menor si este se invierte, al igual que si una tercera menor, su inversión es una sexta mayor; lo mismo con las segundas y séptimas. Ejemplo para mejor comprensión: una sexta menor es mi y do y si la tocamos en do y mi queda como una tercera mayor.
Intervalos resultantes de una inversión.
Modificación relativa, es decir, respecto a la nota tenida, o, dicho de otro modo, respecto al bajo resultante tras la inversión.
- Unísono: octava justa.
- Segunda menor: séptima mayor.
- Segunda mayor: séptima menor.
- Tercera menor: sexta mayor.
- Tercera mayor: sexta menor.
- Cuarta justa: quinta justa.

- Cuarta aumentada o tritono: quinta disminuida o tritono.

- Quinta justa: cuarta justa.
- Quinta aumentada o sexta menor: tercera mayor.
- Sexta mayor: tercera menor.
- Séptima menor: segunda mayor.
- Séptima mayor: segunda menor.
- Octava justa: unísono.

## Inversión en contrapunto
Dos melodías combinadas entre sí en contrapunto pueden ser mutuamente invertidas colocando la superior (la más aguda) como inferior y viceversa.
Un contrapunto que conserva su sentido musical luego de la inversión se llama contrapunto trocado, trocable o invertible y constituye la materia prima de, por ejemplo, la fuga.Inversión de melodías
Una melodía aislada puede ser  modificada todos sus sucesivos intervalos, invirtiendo el ascendente por uno igual descendente, y viceversa. De esta manera, un intervalo ascendente de tercera menor (por ejemplo re-fa) al ser invertido es remplazado por un intervalo ascendente también de tercera menor (en este caso si-re) o por un intervalo descendente de sexta mayor, que reproduce las mismas notas pero hacia el agudo.
Una melodía invertida de esa manera se denomina «inversión» de la original, y en el sistema dodecafónico se abrevia con una I.

## Inversión de acordes
En armonía se dice que un acorde (es decir, un grupo de tres o más notas distintas) es una inversión de otro acorde en «posición fundamental» (o sea, que tiene el bajo en la nota fundamental del acorde), si las notas del acorde siguen siendo las mismas pero en otra posición, y la nota del bajo no es la nota fundamental del acorde.
Por eso se habla de «primera inversión» (cuando el bajo se encuentra en el tercer grado), «segunda inversión» (con el bajo en la quinta) y —en el caso de los acordes con séptima— «tercera inversión» (con el bajo en la séptima).
Por ejemplo:

### En tríadas (acordes de tres notas)
- El acorde de do mayor en posición fundamental, está formado por do-mi-sol:

- La primera inversión de do mayor tiene el bajo en la tercera del acorde:

6
En nomenclatura armónica esto se escribe do6 («do en sexta», ya que hay un intervalo de sexta entre el bajo mi y la fundamental do).
En sistema cifrado o nomenclatura cifrada se escribe C/E, que significa do mayor (C) con bajo en mi (E).
En nomenclatura latina eso mismo se escribe Do/mi.
- La segunda inversión de do mayor tiene el bajo en la quinta del acorde:

6
4
En nomenclatura armónica esto se escribe do6/4, «do en cuarta sexta», ya que hay un intervalo de cuarta entre el bajo sol y la fundamental do y un intervalo de sexta entre el bajo sol y la tercera mi.
En nomenclatura cifrada (mal llamado cifrado americano, ya que se usa desde el renacimiento o incluso desde antes) se escribe C/G, que significa do mayor (C) con bajo en sol (G).
En nomenclatura latina eso mismo se escribe Do/sol.

### En tétradas (acordes de cuatro notas)
- El acorde de sol mayor con séptima menor en posición fundamental, está formado por sol-si-re-fa:

- La primera inversión del acorde de sol mayor con séptima menor tiene en el bajo la tercera del acorde:

6
5
En nomenclatura armónica esto se escribre sol6/5, «sol en quinta y sexta», ya que hay un intervalo de quinta entre el bajo si y la séptima del acorde fa y un intervalo de sexta entre el bajo si y la fundamental sol.
En nomenclatura cifrada (mal llamado cifrado americano, ya que se usa desde el renacimiento o incluso desde antes) se escribe G7/B, que significa sol mayor (G) con séptima menor, con bajo en si (B).
En nomenclatura latina eso mismo se escribe Sol7/Si.
- La segunda inversión de sol mayor con séptima menor tiene el bajo en la quinta del acorde:

4
3
En nomenclatura armónica esto se escribre sol4/3, «sol en tercera y cuarta», ya que hay un intervalo de tercera entre el bajo re y la séptima del acorde fa y un intervalo de cuarto en el bajo re y la fundamental del acorde sol.
En nomenclatura cifrada (mal llamado cifrado americano, ya que se usa desde el renacimiento o incluso desde antes) se escribe G7/D, que significa sol mayor (G) con séptima menor, con bajo en re (D).
En nomenclatura latina eso mismo se escribe Sol7/Re..
- La tercera inversión de sol mayor con séptima menor tiene el bajo en la séptima del acorde:

2
En nomenclatura armónica esto se escribre sol2, «sol en segunda», ya que hay un intervalo de segunda entre el bajo fa y la fundamental del acorde sol.
En nomenclatura cifrada (mal llamado cifrado americano, ya que se usa desde el renacimiento o incluso desde antes) se escribe G7/F, que significa sol mayor (G) con séptima menor, con bajo en fa (F).
En nomenclatura latina eso mismo se escribe Sol7/Fa.
- Datos: Q137685
- Multimedia: Inversion (music) / Q137685